# Compañía Británica de África Oriental
La Compañía Imperial Británica de África Oriental (en inglés: Imperial British East Africa Company, IBEAC) fue una compañía pública y primera administradora del África Oriental Británica. Fue una asociación comercial fundada para desarrollar el comercio africano en las zonas controladas por el poder colonial inglés. Fue creado tras el tratado de Berlín de 1885.
Durante casi diez años estuvo encargada de administrar Uganda y una dependencia llamada Protectorado de África Oriental con un área de aproximadamente 246.800 mi² (639.209 km²) situados a lo largo de la costa este de África, su centro estaba alrededor de los 39° longitud este y latitud 0°. La administración de la dependencia y Uganda fue transferida a la Foreign Office (Asuntos Exteriores) en 1895.

## Evolución territorial

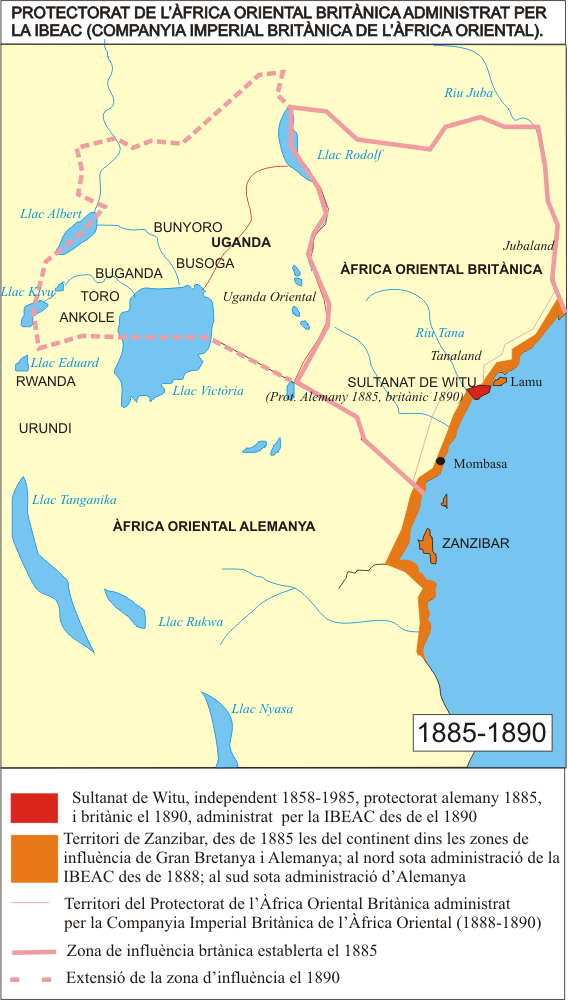
1885-1890
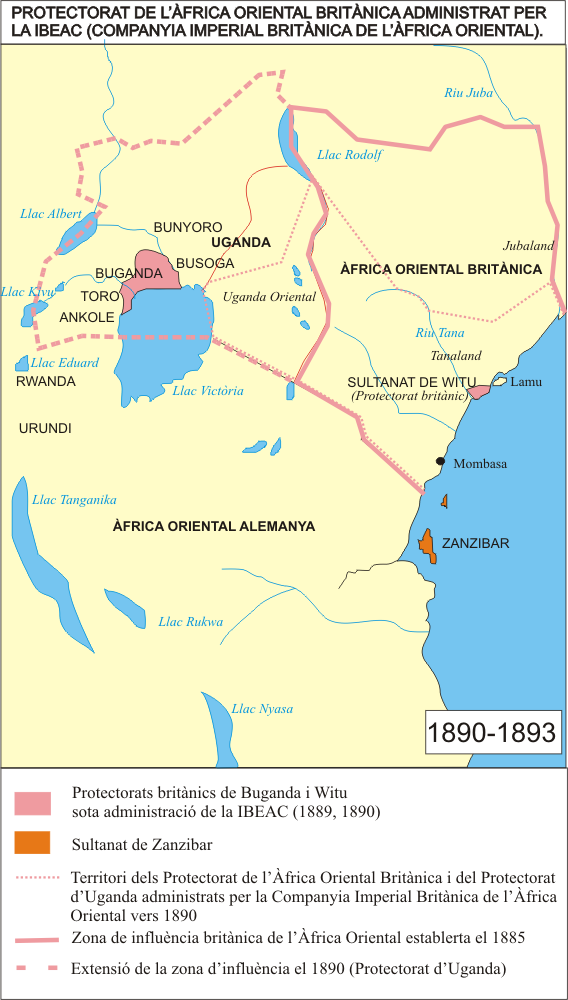
1890-1893
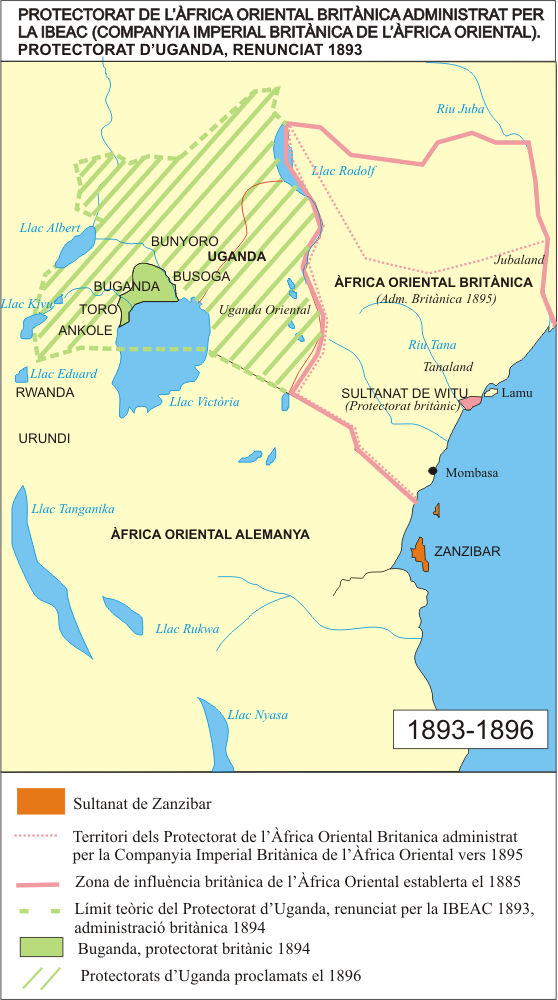
1893-1895
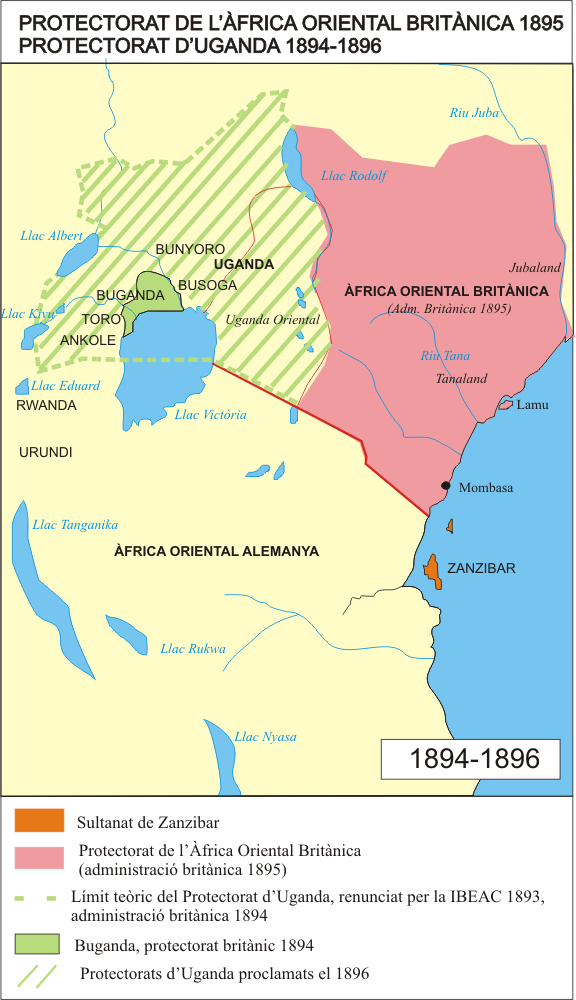
1895-1896
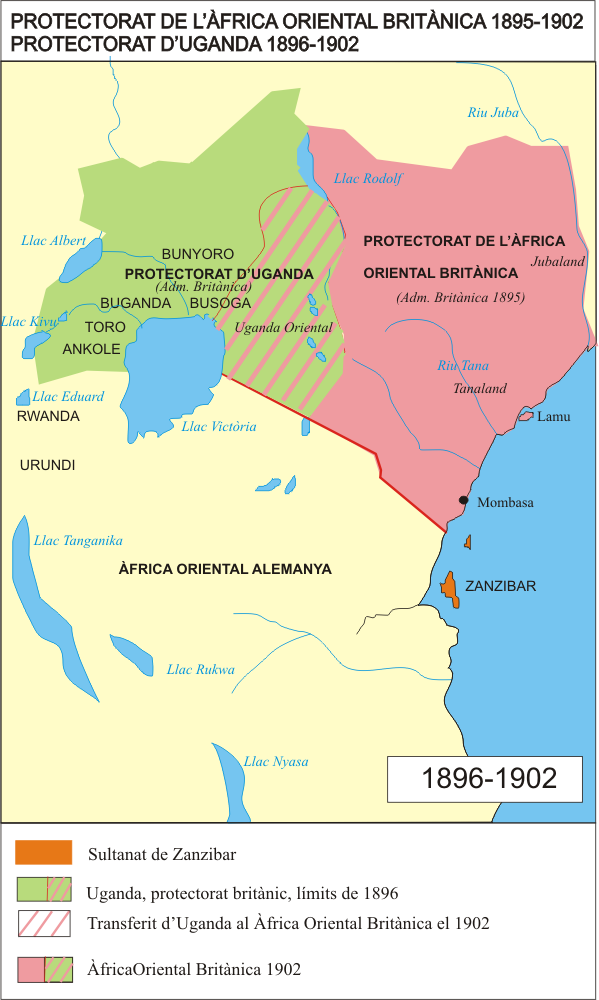
1896-1902